# Štitkovo
Štitkovo (cyr. Штитково) – wieś w Serbii, w okręgu zlatiborskim, w gminie Nova Varoš. W 2011 roku liczyła 103 mieszkańców.